# Jacques de Laval (1847–1899)
Anders Jacob (Jacques) Roland de Laval, född den 28 mars 1847 i Orsa socken, Kopparbergs län, död den 16 mars 1899 i Jönköping, var en svensk militär. Han var bror till Gustaf de Laval och far till Jacques de Laval.
de Laval blev underlöjtnant vid Göta artilleriregemente 1869, löjtnant där 1875, kapten  där 1884 och major vid Generalstaben 1893. Han var artilleristabsofficer 1878–1880 och 1889–1892, andre lärare vid Krigsskolan på Karlberg 1880–1886 och förste lärare 1886–1889, lärare vid skjutskolan på Rosersberg 1881–1885, lärare vid Krigshögskolan 1890–1892 och stabschef vid VI. arméfördelningen 1893–1895. de Laval befordrades till överstelöjtnant vid Andra Göta artilleriregemente 1895 och blev chef för Artilleristaben samma år. Han blev överste och chef för regementet 1898. de Laval invaldes som ledamot av Krigsvetenskapsakademien 1890. Han blev riddare av Svärdsorden 1891. de Laval vilar  på Norra begravningsplatsen utanför Stockholm.